# Chris O'Dowd
Christopher O'Dowd (Boyle, 9 ottobre 1979) è un attore e comico irlandese, principalmente noto per aver interpretato il personaggio di Roy Trenneman nella sitcom britannica IT Crowd.

## Biografia
Nato a Boyle nella contea di Roscommon, figlio di Denise, una psicoterapeuta e di Seán, un graphic designer, ha studiato scienze politiche e sociologia presso la University College Dublin (UCD), senza ottenere però nessuna laurea. Successivamente studia recitazione alla London Academy of Music and Dramatic Art. Inizia a muovere i primi passi nella recitazione partecipando ad alcuni episodi della serie televisiva The Clinic, mentre il suo debutto nel cinema avviene nel 2003 nel film clericale Conspiracy of Silence, seguito da una piccola partecipazione al film Il segreto di Vera Drake. Nel 2005 recita in Festival di Annie Griffin, per la cui interpretazione vince uno Scottish BAFTA Award.
Continua a lavorare per la televisione e si fa conoscere per i ruoli brillanti nelle situation comedy Roman's Empire e FM, ma il successo arriva grazie al ruolo nella serie televisiva IT Crowd, dove interpreta il geek Roy Trenneman, esperto informatico alle dipendenze delle Reynholm Industries e relegato nel seminterrato della corporation insieme ai suoi colleghi, isolati dalle sfere alte che li considerano degli inetti. O'Dowd ha scritto e prodotto un pilota televisivo intitolato Big Men, acquistato dalla NBC, ha inoltre scritto una serie basata sulla sua infanzia intitolata Moone Boy per Sky One.
Dopo aver recitato in film come Star System - Se non ci sei non esisti e I Love Radio Rock, inizia a lavorare per Hollywood prendendo parte a varie commedie di successo, tra cui A cena con un cretino, remake del francese La cena dei cretini e I fantastici viaggi di Gulliver dove interpreta un generale in miniatura al fianco di Jack Black. Nel 2011 recita al fianco di Romola Garai nella miniserie TV della BBC The Crimson Petal and the White, tratta dal romanzo Il petalo cremisi e il bianco di Michel Faber. Nello stesso anno interpreta un romantico agente di polizia nella commedia Le amiche della sposa e partecipa all'esordio alla regia di Jennifer Westfeldt con Friends with Kids.

### Vita privata
È legato sentimentalmente alla presentatrice televisiva e scrittrice Dawn Porter.

## Filmografia

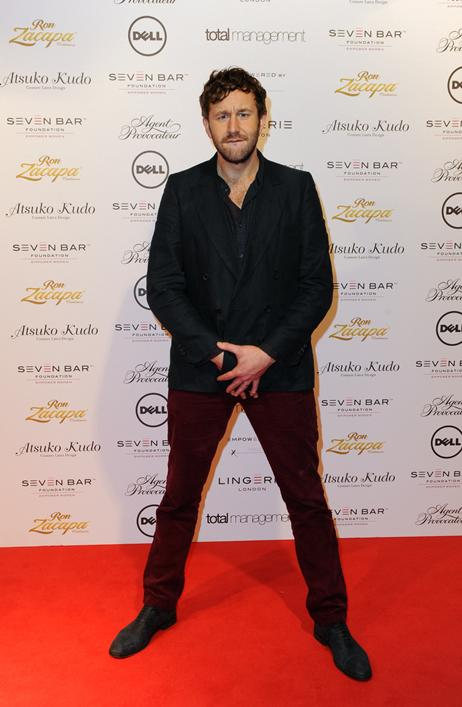
Chris O'Dowd

### Attore

#### Cinema
- Conspiracy of Silence, regia di John Deery (2003)
- Il segreto di Vera Drake (Vera Drake), regia di Mike Leigh (2004)
- Festival, regia di Annie Griffin (2005)
- Star System - Se non ci sei non esisti (How to Lose Friends & Alienate People), regia di Robert B. Weide (2008)
- I Love Radio Rock (The Boat That Rocked), regia di Richard Curtis (2009)
- Frequently Asked Questions About Time Travel, regia di Gareth Carrivick (2009)
- A cena con un cretino (Dinner For Schmucks), regia di Jay Roach (2010)
- I fantastici viaggi di Gulliver (Gulliver's Travels), regia di Rob Letterman (2010)
- Le amiche della sposa (Bridesmaids), regia di Paul Feig (2011)
- Friends with Kids, regia di Jennifer Westfeldt (2011)
- Questi sono i 40 (This Is 40), regia di Judd Apatow (2012)
- The Sapphires, regia di Wayne Blair (2012)
- Il sosia - The Double (The Double), regia di Richard Ayoade (2013)
- Thor: The Dark World, regia di Alan Taylor (2013)
- Calvario (Calvary), regia di John Michael McDonagh (2014)
- Cuban Fury, regia di James Griffiths (2014)
- St. Vincent, regia di Theodore Melfi (2014)
- The Program, regia di Stephen Frears (2015)
- Miss Peregrine - La casa dei ragazzi speciali (Miss Peregrine's Home for Peculiar Children), regia di Tim Burton (2016)
- Mascots, regia di Christopher Guest (2016)
- L'incredibile Jessica James (The Incredible Jessica James), regia di Jim Strouse (2017)
- Love After Love, regia di Russell Harbaugh (2017)
- Molly's Game, regia di Aaron Sorkin (2017)
- Loving Vincent, regia di Dorota Kobiela e Hugh Welchman (2017)
- Juliet, Naked - Tutta un'altra musica (Juliet, Naked), regia di Jesse Peretz (2018)
- The Cloverfield Paradox, regia di Julius Onah (2018)
- La leggendaria Dolly Wilde (How to Build a Girl), regia di Coky Giedroyc (2019)
- Il nido dello storno (The Starling), regia di Theodore Melfi (2021)
- Slumberland - Nel mondo dei sogni (Slumberland), regia di Francis Lawrence (2022)

#### Televisione
- The Clinic – serie TV, 18 episodi (2003-2005)
- The Amazing Mrs Pritchard – serie TV, 2 episodi (2006)
- Doc Martin – serie TV, 1 episodio (2006)
- IT Crowd (The IT Crowd) – serie TV (2006-2013)
- Roman's Empire – serie TV, 5 episodi (2007)
- FM – serie TV, 6 episodi (2009)
- Little Crackers – serie TV, 2 episodi (2010)
- The Crimson Petal and the White – miniserie TV, 4 episodi (2011)
- Girls – serie TV, 5 episodi (2012-2013)
- Moone Boy - serie TV, 6 episodi (2012)
- Family Tree – serie TV, 8 episodi (2013)
- Get Shorty – serie TV, 10 episodi (2017)
- Lo stato dell'unione - Scene da un matrimonio (State of the Union) – serie TV, 10 episodi (2019)
- Il premio del destino (The Big Door Prize) – serie TV, 10 episodi (2023)
- Black Mirror - serie TV, episodio 7x01 (2025)

### Doppiatore
- I Griffin (Family Guy) – serie TV, episodi 10x01-10x22 (2011-2012)
- Epic - Il mondo segreto (Epic), regia di Chris Wedge (2013)
- Mostri contro alieni (Monsters vs. Aliens) – serie animata, 26 episodi (2013-2014)
- Il ritorno di Mary Poppins (Mary Poppins Returns), regia di Rob Marshall (2018)
- Il drago di mio padre (My Father's Dragon), regia di Nora Twomey (2022)

## Doppiatori italiani
Nelle versioni in italiano delle opere in cui ha recitato, Chris O'Dowd è stato doppiato da:
- Alessandro Quarta in IT Crowd, Friends with Kids, St. Vincent, Molly's Game, Slumberland - Nel mondo dei sogni
- Massimo De Ambrosis in Thor: The Dark World, Juliet Naked - Tutta un'altra musica, Lo stato dell'unione - Scene da un matrimonio, Il nido dello storno
- Francesco Pezzulli in I Love Radio Rock, Get Shorty
- Massimo Rossi in The Program, Miss Peregrine - La casa dei ragazzi speciali
- Christian Iansante in Star System - Se non ci sei non esisti
- Sergio Lucchetti in A cena con un cretino
- Stefano Crescentini ne I fantastici viaggi di Gulliver
- Gianfranco Miranda ne Le amiche della sposa
- Vittorio De Angelis in Questi sono i 40
- Simone Mori in Calvario
- Franco Mannella ne L'incredibile Jessica James
- Fabrizio Pucci in The Cloverfield Paradox
- Pasquale Anselmo ne Il premio del destino

Da doppiatore è sostituito da:
- Matt Patresi ne I Simpson (A Serious Flanders), Il ritorno di Mary Poppins
- Gianni Giuliano in Mostri contro alieni
- Greg (comico) in Epic - Il mondo segreto
- Franco Zucca in Loving Vincent
- Gianfranco Miranda ne Il drago di mio padre